# Protopopivka
Protopopivka  (ucraniano: Протопопівка) es una localidad del Raión de Odesa en el Óblast de Odesa de Ucrania. Según el censo de 2001, tiene una población de 425 habitantes.